# بردلی (داکوتای جنوبی)
بردلی(به انگلیسی: Bradley) شهری در ایالت داکوتای جنوبی کشور ایالات متحده آمریکا است که جمعیت آن در سرشماری سال ۲۰۱۰ میلادی، ۷۲ نفر بوده‌است.